# Pirili (Ağstafa)
Pirili è un comune dell'Azerbaigian situato nel distretto di Ağstafa. Conta una popolazione di 2 112 abitanti.